# Брунсуик
Брунсуик (на английски: Brunswick) е град в окръг Кимбърленд, щат Мейн, САЩ. Населението на града е 20 619 души (по приблизителна оценка от 2017 г.).